# 十和田市高森山総合運動公園
十和田市高森山総合運動公園（とわだしたかもりやまうんどうこうえん）は、青森県十和田市の都市公園（運動公園）である。
十和田市の西部、高森山に位置し、2008年にパークゴルフコース、2009年に多目的広場が開設された。

## 球技場
十和田市高森山総合運動公園球技場（とわだしたかもりやまうんどうこうえんきゅうぎじょう）は、十和田市高森山総合運動公園内にある球技場。
2012年から青森県サッカー協会がサッカー競技の普及・強化をめざし、「青森県フットボールセンター」として整備。サッカー・ラグビー・アメリカンフットボールなど各種球技に対応できる人工芝、天然芝のグラウンド1面ずつ、ナイター設備などを整備した。
天然芝グラウンドはメインスタンドがベンチシート、バックスタンドとサイドスタンドが芝生席。屋根は設けられていない。人工芝グラウンドのピッチには住友ゴム工業のロングパイル人工芝「ハイブリッドターフ」を採用している。
天皇杯 JFA 全日本サッカー選手権大会では、第92回（2012年）・第93回（2013年）・第94回（2014年）の3年連続で1回戦の会場となった。また、2013年の第37回全国地域サッカーリーグ決勝大会ではグループリーグAの会場となった。
2014年、Jリーグ参入を目指していたヴァンラーレ八戸は翌2015年のJ3ライセンス取得に向けて当球技場をホームスタジアムとして届け出たが、「シャワーの数不足」「チーム更衣室の狭さ」「ドーピングコントロール室、実況放送席等が具備されていない」との理由からJリーグのスタジアム基準を満たしていないとの判断を下されており、J3リーグの開催に向けては前述の指摘事項を改善する必要があると指摘されている。なお、ヴァンラーレは後に八戸市内に建設された多賀多目的運動場（プライフーズスタジアム）をホームスタジアムとして届け出てJ3ライセンスを取得している。

## アクセス
以下は、第94回天皇杯公式サイト内 の記述に基づく。
- 青い森鉄道線 三沢駅から十和田観光電鉄バス十和田 - 三沢線にて「十和田市駅」下車、タクシー約15分
- 十和田市駅から十和田観光電鉄バス焼山線にて「深持入口」下車、徒歩4km
  - 十和田市駅へは三沢駅の他、七戸十和田駅・青森駅・八戸駅などからも路線バスあり。十和田市駅の項を参照。
- （八戸自動車道・百石道路経由）第二みちのく有料道路 三沢十和田下田ICより、車で約50分（22 km）

### 注記
1. ↑  2016年～2019年までの名称（ネーミングライツ）は「ダイハツスタジアム」。